# Alytus
Alytus là một thành phố Litva. Thành phố thuộc hạt Alytus, khu tự quản thành phố Alytus. Đây là thành phố lớn 6 thứ quốc gia này. Thành phố Alytus có dân số 71.491 người (theo điều tra dân số năm 2008, so với 68.304 người năm 2001), diện tích km2. 